# Dmitrij Diergaczow
Dmitrij Andronowicz Diergaczow (ros. Дмитрий Андронович Дергачёв, ur. 19 maja 1923 we wsi Bogorodskoje w rejonie podolskim w obwodzie moskiewskim, zm. 14 stycznia 1945 w Budach Augustowskich) – radziecki wojskowy, kapral, uhonorowany pośmiertnie tytułem Bohatera Związku Radzieckiego (1945).

## Życiorys
Urodził się w rodzinie chłopskiej. Skończył 7 klas i kursy mechanizatorów, po czym został ślusarzem, remontował kołchozowe pługi i kosiarki, później nauczył się też zawodu kowala i tokarza. Pomagał remontować broń, samochody i traktory. Od stycznia 1942 służył w Armii Czerwonej, w lipcu 1942 skierowano go pod miasto Gorki (obecnie Niżny Nowogród), gdzie formowała się 60 Armia i zaczął się tam szkolić na artylerzystę. Walczył na Froncie Kalinińskim, później 1 Ukraińskim i 1 Białoruskim, w grudniu 1943 w walkach pod Radomyślem w obwodzie żytomierskim trzema wystrzałami ze swojego działa zabił ok. 20 niemieckich motocyklistów. 14 stycznia 1945 jako dowódca działa 1054 pułku artylerii 416 Dywizji Piechoty 5 Armii Uderzeniowej 1 Frontu Białoruskiego w stopniu kaprala brał udział w walkach o przyczółek magnuszewski w rejonie Bud Augustowskich, gdzie wyróżnił się brawurą i zadał Niemcom duże straty w ludziach i sprzęcie, jednak został ciężko ranny; mimo to pozostał na polu walki i walczył nadal, po czym został śmiertelnie ranny i tego samego dnia zmarł. Został pochowany w Budach Augustowskich. 24 marca 1945 pośmiertnie otrzymał tytuł Bohatera Związku Radzieckiego i Order Lenina. 2 października 1994 jego imieniem nazwano szkołę średnią w rejonie podolskim.